# Marc Nagora
Marc Alexander Nagora (* 5. Oktober 1993 in Hamburg) ist ein deutscher Basketballspieler.

## Laufbahn
Nagora spielte für den Bramfelder SV in seiner Heimatstadt Hamburg und kam für den Verein im Jugendbereich sowie in der Herrenmannschaft in der zweiten Regionalliga zum Einsatz. In der Saison 2011/12 absolvierte er dank einer Doppellizenz zwölf Spiele für den SC Rist Wedel in der 2. Bundesliga ProB. Zwischen 2012 und 2015 stand er in Diensten der SG Braunschweig und spielte für die Niedersachsen in der ProB. Nagora gehörte auch zum erweiterten Kader der Braunschweiger Erstligamannschaft, verbuchte aber keinen Einsatz in der höchsten deutschen Spielklasse.
2015 wurde er von den Dresden Titans unter Vertrag genommen und erreichte mit den Sachsen in der Saison 2015/16 das Halbfinale der 2. Bundesliga ProB. Als Nachrücker stieg Dresden in die ProA auf, Nagora ging mit den Titanen in die zweithöchste Liga des deutschen Basketballs, musste in der Saison 2016/17 aber mit seiner Mannschaft den postwendenden Abstieg hinnehmen. Drei Jahre blieb Nagora insgesamt in Sachsen, die besten statistischen Werte seiner Dresdner Zeit verzeichnete er während der Spielzeit 2017/18, als er im Durchschnitt acht Punkte sowie 4,2 Rebounds je Begegnung erzielte.
Während der Sommerpause 2018 wechselte der Flügelspieler zu den Paderborn Baskets (2. Bundesliga ProA). Er blieb ein Spieljahr in Ostwestfalen, bestritt 29 Ligaspiele für Paderborn und erzielte dabei 6,3 Punkte pro Begegnung. Anschließend war Nagora vereinslos, im Dezember 2019 kehrte er nach Dresden zurück. Im Sommer 2020 wurde er vom Regionalligisten MTB Baskets Hannover unter Vertrag genommen, zur Saison 2021/22 schloss er sich dem Drittliga-Aufsteiger SBB Baskets Wolmirstedt an. Mit Wolmirstedt zog Nagora 2022 ins Halbfinale der 2. Bundesliga ProB ein, er erzielte im Schnitt 9,2 Punkte je Begegnung und war mit 61 getroffenen Dreipunktewürfen bester Wolmirstedter Distanzschütze. Im Sommer 2022 wechselte er zum Ligakonkurrenten SC Rist Wedel und blieb bis zum Ende der Saison 2022/23 bei dem Verein.
Während des Spieljahres 2023/24 schloss sich Nagora seinem Heimatverein Bramfelder SV (2. Regionalliga) an. Mit der Mannschaft stieg er 2024 in die 1. Regionalliga auf.

## Familie
Nagora hat einen jüngeren Bruder und eine jüngere Schwester, die ebenfalls Basketball spielten.